# Rafael Alberti
Rafael Alberti Merello (El Puerto de Santa María, 16 de diciembre de 1902-El Puerto de Santa María, 28 de octubre de 1999) fue un escritor español, reconocido como poeta, miembro de la generación del 27; considerado uno de los mayores literatos de la Edad de Plata de la literatura española.
Miembro activo del Partido Comunista de España (PCE), se exilió tras la guerra civil. Vuelto a España tras la instauración de la democracia, fue diputado en el Congreso en 1977 con el PCE y recibió reconocimientos como el premio Cervantes y el nombramiento como hijo predilecto de Andalucía.

## Biografía
Rafael Alberti nació el 16 de diciembre de 1902 en el municipio gaditano de El Puerto de Santa María, en el seno de una familia de origen italiano de acomodados bodegueros venidos a menos. Su padre, Vicente Alberti Sánchez-Bustamante, trabajaba como exportador de vinos de Osborne, una importante bodega de vinos del Puerto, y debido a sus viajes profesionales pasaba muy poco tiempo al lado de su familia. Su madre, María Merello Gómez-Rull, era nieta del prominente bodeguero Nicolás Gómez González y Pérez, diputado y senador por Huelva, y sobrina del conde de Casa Rull.

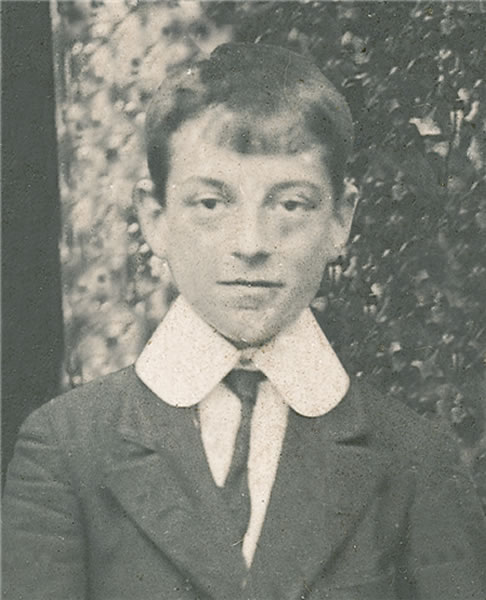
Rafael Alberti en 1910.

Cursó la primera enseñanza con las Carmelitas y después ingresó en el colegio de jesuitas San Luis Gonzaga en El Puerto de Santa María. La disciplina del colegio chocaba con el carácter del joven, que empezó a obtener malos resultados académicos, siendo expulsado en 1916 por mala conducta. 
En 1917 se trasladó a Madrid con su familia y amigos. Rafael decidió seguir su vocación de pintor, demostrando gran capacidad estética para captar el vanguardismo de la época. Consiguió exponer en el Salón de Otoño y en el Ateneo de Madrid.
En 1920 su padre falleció. Ante el cuerpo yacente de su progenitor, Rafael escribió sus primeros versos. Nació el Alberti poeta. Una afección pulmonar le obligó a desplazarse a la localidad segoviana de San Rafael, en la sierra de Guadarrama, y más tarde a la localidad cordobesa de Rute en la Subbética. En el retiro, comenzó a trabajar los versos que luego formarían Marinero en tierra.
Restablecido, regresó a Madrid, donde empezó a frecuentar la Residencia de Estudiantes y se rodeó de otros poetas. Conoció allí a Federico García Lorca, Pedro Salinas, Jorge Guillén, Vicente Aleixandre, Gerardo Diego y otros jóvenes autores que constituyeron el más brillante grupo poético del siglo XX.

En 1924, Rafael Alberti recibió el Premio Nacional de Poesía por Marinero en tierra convirtiéndose en una figura preeminente de la lírica española. Comenzó una relación con la pintora Maruja Mallo, que duró hasta 1930. Esta relación puede verse en las obras que ambos produjeron durante estos años, aspecto que se plasmó en algunas de las obras poéticas de Alberti, como A cal y canto, visualizando a la vez alguna de las series pictóricas que produjo la pintora en estos años, como Verbenas y estampas. Su relación terminó cuando Alberti conoció a María Teresa León y se casó con ella. Según añadió Mallo en una entrevista con Paloma Ulacia:  
«Creo que para él era una solución porque yo era una cría, en cambio esa señora tenía dos hijos, una experiencia y le habrá solucionado muchas cosas». 
Su romance se mantuvo en silencio durante muchos años, ya que la propia María Teresa instó a Alberti a no mencionar nunca el nombre de la artista y este le hizo caso. Sin embargo, en 1985, con María Teresa ingresada por su enfermedad y Mallo viviendo en un geriátrico, Alberti rompió su silencio en un artículo de El País titulado De las hojas que faltan.
En 1927, con ocasión del tricentenario de la muerte de Luis de Góngora, aquel grupo de poetas decidió rendir un homenaje en el Ateneo de Sevilla al maestro del Barroco español. Aquel acto supuso la consolidación de la llamada generación del 27, protagonista de la Edad de Plata de la poesía española.
En los años siguientes, Alberti sufrió una crisis existencial debida a su delicada salud, sus penurias económicas y la pérdida de la fe. La evolución de su conflicto interior se manifestó en su poesía de estos años: en Sobre los ángeles tocó un fondo de desolación que solo superó mediante el compromiso político. Durante la dictadura del general Primo de Rivera participó en revueltas estudiantiles, apoyando el advenimiento de la Segunda República española y se afilió al Partido Comunista de España (PCE). Para él, la poesía se convirtió en un arma necesaria para sacudir conciencias, una forma de cambiar el mundo.
En 1928 se encontraba viendo la final de la Copa del Rey de Fútbol entre el FC Barcelona y la Real Sociedad donde destacó el portero culé Franz Platko. El poeta le dedicó un poema por su espléndido partido.
En 1930 conoció a María Teresa León, con la que fundó en 1933 la revista revolucionaria Octubre. Viajó a la Unión Soviética, donde asistió a un encuentro de escritores antifascistas. Ambos escritores fueron sorprendidos por las noticias de la Revolución de Asturias en 1934 en su viaje de regreso a España. Recalaron en París y allí el Comintern, a través de Palmiro Togliatti, los embarcó en una misión propagandística y de recaudación de fondos por Norteamérica, Centroamérica y el Caribe a favor de los presos de la revolución de 1934.

### Guerra Civil
En 1936 estalló la guerra civil española y durante ese periodo, el poeta, comprometido contra el fascismo, desarrolló numerosas actividades, como la organización de El Mono Azul, Las Guerrillas del Teatro y la edición del Romancero de la Guerra Civil.
Durante la guerra Alberti vivió en Madrid, en la sede de Alianza de Intelectuales Antifascistas, donde actuó como secretario y compartiendo "trinchera ideológica" con otros autores como María Zambrano, Ramón Gómez de la Serna, Miguel Hernández, José Bergamín, Rosa Chacel, Luis Buñuel, Luis Cernuda, Pedro Garfias, Juan Chabás, y Manuel Altolaguirre. En su actividad, además de la cultural, hicieron manifiestos, charlas y llamamientos contra el ascenso del fascismo que veían representado en el Ejército sublevado de Franco. Alberti también formó parte, con otros tres compañeros, de un comité encargado de depurar la propia Alianza de Intelectuales Antifascistas.
Fundó junto a su mujer, María Teresa León Las Guerrillas del Teatro, una compaía de “teatro de urgencia” itinerante, de agitación y propaganda al servicio de la revolución. Comprometido ideológicamente, fiel reflejo de la realidad; que sirviera, sobre todo para educar, tanto a las trincheras como a las fábricas, y se convirtiera en un instrumento de guerra que sumara fuerzas al frente. Actuaron en los frentes y en la retaguardia, en fábricas y en palacios como el del Marqués de Heredia Spínola, sede de la alianza de intelectuales antifascistas. También participó en una edición del Romancero de la Guerra Civil (1936).
Igualmente publicaron boletines y revistas entre las que destacó El Mono Azul. Allí, como responsable de la sección "A paseo", se lamentaba con tono desenfadado sobre la actitud de personalidades culturales consideradas reacias o no comprometidas con la lucha contra el fascismo, entre los que figuraban Miguel de Unamuno o sus antiguos amigos Ernesto Giménez Caballero y Rafael Sánchez Mazas - pasándose este último al falangismo. 
En septiembre de 1937 publicó Capital de la gloria, donde la experiencia de la guerra le llevó a cuestionarse la condición humana, el trabajo del poeta y la naturaleza de la poesía. A través del lenguaje luchaba por comprender la complejidad del momento, a la que se refiere en los siguientes términos:

Los soldados de nuestro Ejército Popular, los heroicos
ciudadanos defensores de Madrid que la presencien,
sabrán apreciar, estoy seguro, lo que esta representación
significa, lo que tiene de transcendente e histórica.

En la obra destaca el poema Galope, a galopar. El cantante español Paco Ibáñez musicalizó el poema, que dio nombre al disco de 1992.Ambos, cantante y poeta, coincidieron en un concierto en 1991 en el teatro Alcalá de Madrid donde se recitó y cantó el poema.
Se ha dicho, por el contrario, que Alberti pidió el tratamiento humano del enemigo, incluso en medio de los fusilamientos y bombardeos franquistas. Para evitar la destrucción del patrimonio español por los bombardeos de los sublevados, colaboró en la evacuación de los fondos del Museo del Prado, al tiempo que se reunió con algunos intelectuales extranjeros que apoyaban a la República y llamó a la resistencia del Madrid asediado recitando versos que se difundieron en los frentes de batalla, como el dedicado al 18 de julio.

### Exilio

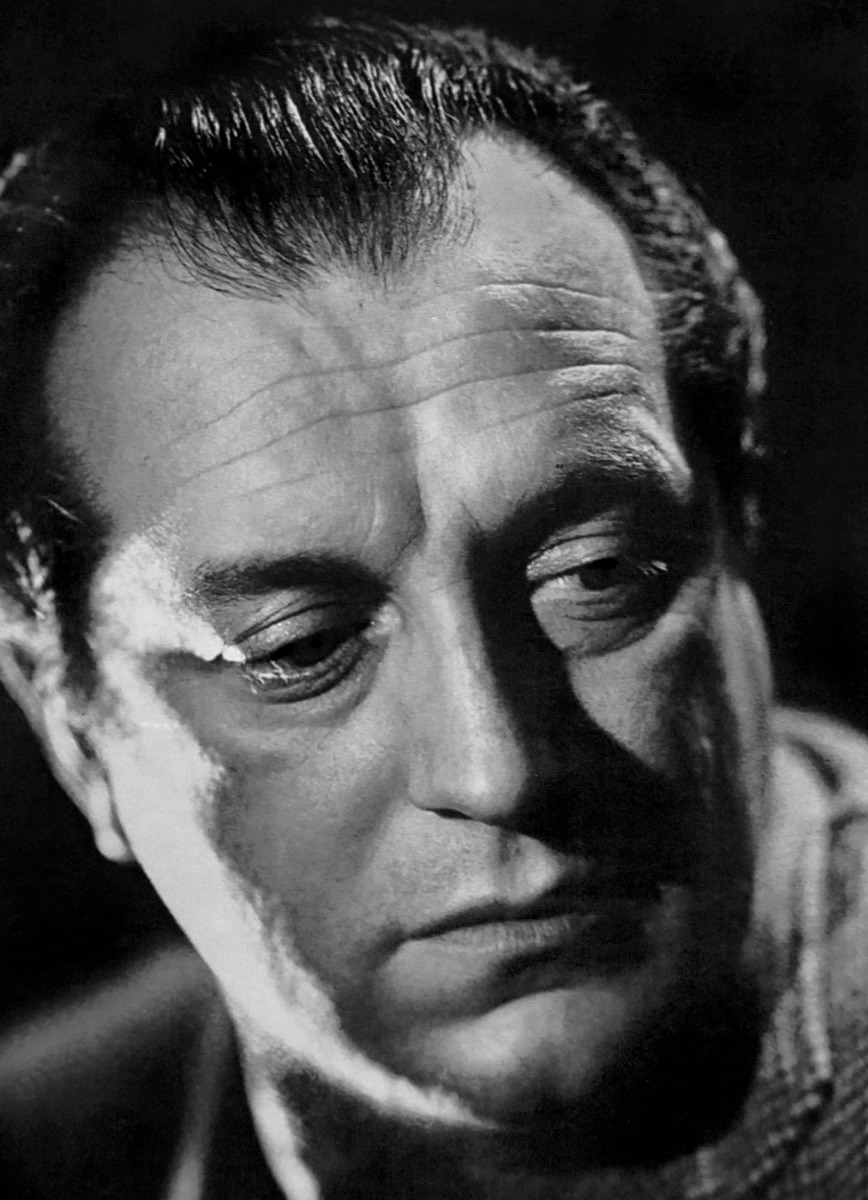
Rafael Alberti hacia 1940

Tras la derrota republicana, Alberti y María Teresa León optaron por el exilio. Se trasladaron a París hasta que las autoridades francesas les retiraron el permiso de trabajo por ser considerados "comunistas peligrosos". En 1940 y ante la amenaza alemana, se embarcaron en Marsella a bordo del "Mendoza" rumbo a Buenos Aires, adonde llegaron el 2 de marzo de 1940. Vivieron en la capital de Argentina y en la estancia "El Totoral" de Córdoba. Allí nació su hija Aitana. En Chile fueron acompañados por Pablo Neruda. Vivieron en Uruguay, sobre todo en Punta del Este.
En 1963, se trasladó a vivir a Roma, donde residió hasta su vuelta a España en 1977, allí escribió su obra Roma, peligro para caminantes, publicada en 1968 y Canciones del alto valle del Aniene (1972).

### Regreso a España

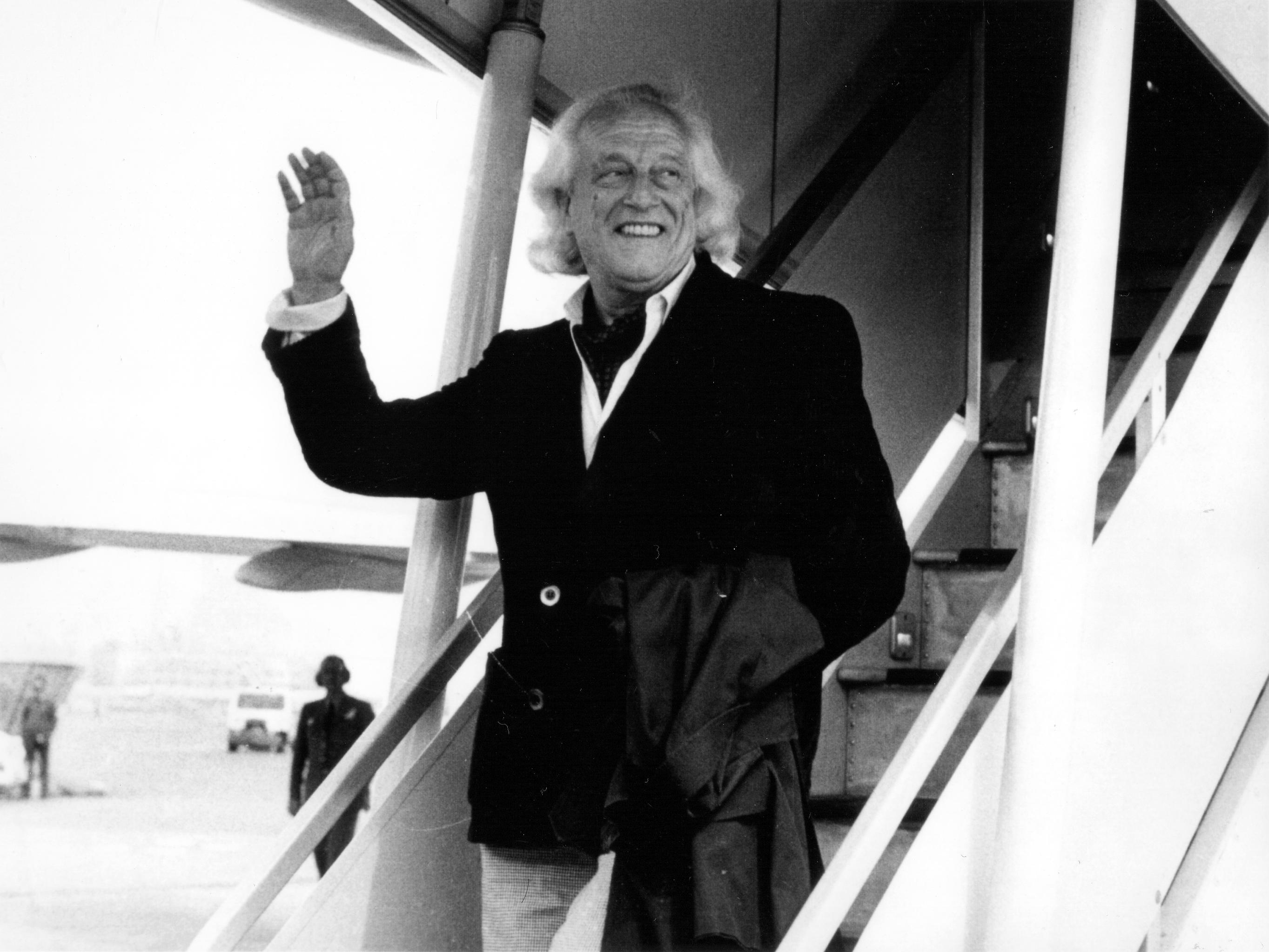
Regreso de Alberti a España en 1977 (foto de Iberia)

Alberti regresó a España en 1977, después de la muerte de Franco y la instauración de la democracia. Ese año fue elegido diputado al Congreso en las listas del PCE, pero no tardó en renunciar al escaño para continuar en Roma su trabajo como poeta y pintor.

Alberti en San Blas, un barrio obrero de Madrid.

Asistió a recitales, conferencias y homenajes multitudinarios. No consiguió sillón en la Academia, pero obtuvo el mayor reconocimiento literario, el premio Cervantes, que se le adjudicó en 1983. Ha sido distinguido con galardones internacionales como el Premio Lenin de la Paz (1965) y el Premio Roma de Literatura (1991), además del Premio Nacional de Teatro (1980). Renunció a ser candidato al Premio Príncipe de Asturias debido a sus fuertes convicciones republicanas. En 1990 se casó con María Asunción Mateo. Publicó sus memorias bajo el título de La arboleda perdida.
El 28 de octubre de 1999 murió en su casa de El Puerto de Santa María, su ciudad natal. Fue incinerado y sus cenizas fueron esparcidas en el mar de su infancia, aquel que cantó en su obra Marinero en tierra.

## La poesía de Alberti

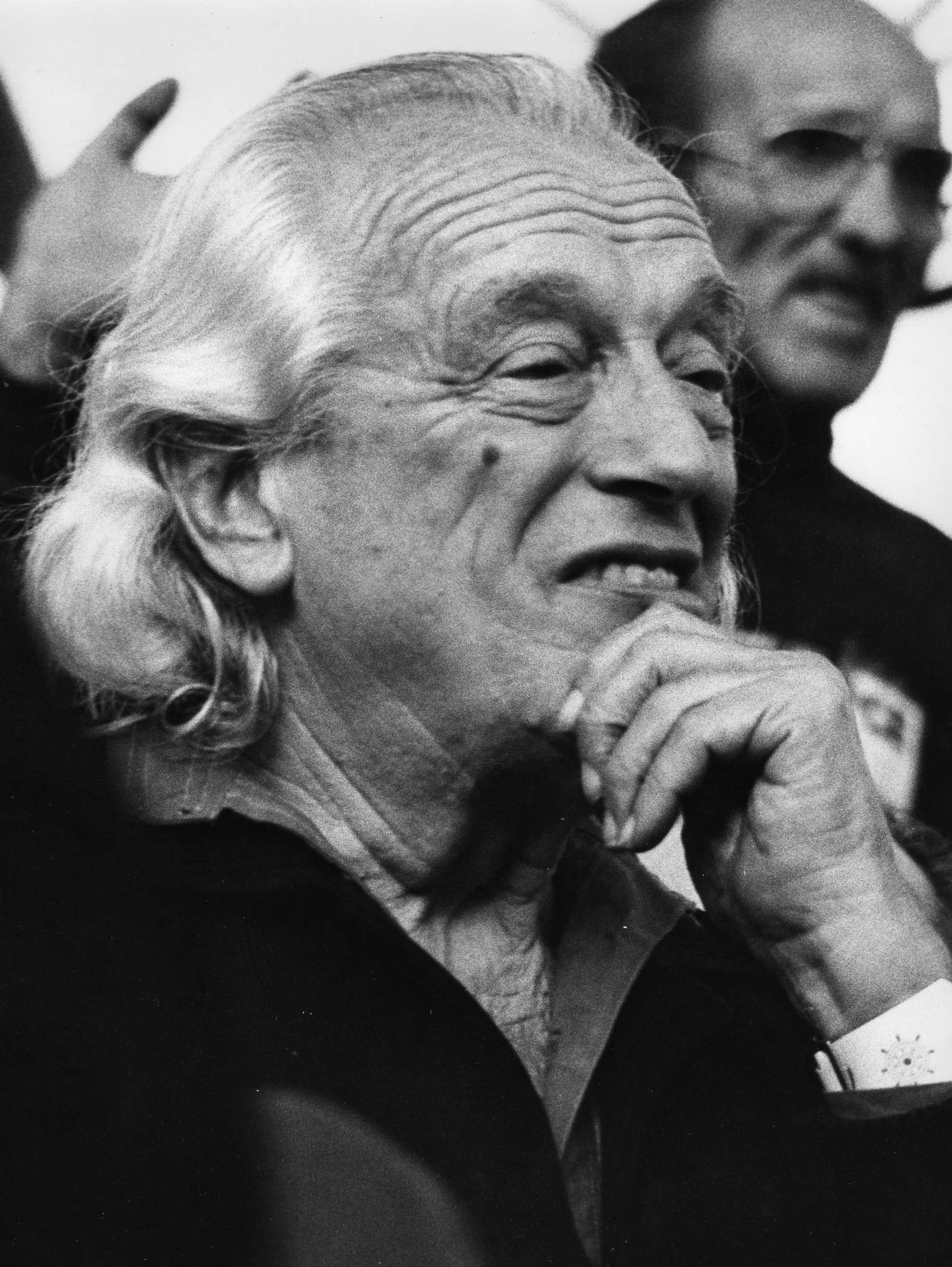
Rafael Alberti en 1978.

Se distinguen cinco momentos en la lírica albertina: popularismo, gongorismo, surrealismo, poesía política y poesía de la nostalgia.
El primer ciclo de su poesía está constituido por Marinero en tierra y los dos libros siguientes. En Marinero en tierra expresa su nostalgia por no poder disfrutar del mar de su tierra natal ni de la compañía de su padre. En La amante (1926) refleja sus impresiones por distintos puntos de Castilla (Santo Domingo de Silos, Aranda de Duero, la Ribera del Duero, Burgos...) donde viajó con su hermano, representante de vinos y sus derivados. A esta obra le siguió El alba del alhelí (1927). El poeta se sitúa en la tradición de los Cancioneros, pero desde la posición de un poeta de vanguardia.
En un segundo momento, una nueva tradición sucederá a la cancioneril: la de Góngora. El resultado es Cal y canto (1929, pero escrito entre 1926 y 1927). El gongorismo está en la profunda transfiguración estilística a que se someten los temas. En este libro aparecen unos tonos sombríos que anticipan a Sobre los ángeles (1929, pero escrito entre 1927 y 1928).
Sobre los ángeles —que abre la tercera etapa; esto es, la surrealista— nace como consecuencia de una grave crisis personal y en el marco de la crisis estética general común entonces, a todo el arte de Occidente. El clasicismo anterior salta deshecho y, aunque todavía el poeta recurra a formas métricas tradicionales, el versolibrismo irrumpe triunfante. Las características de este poemario serían la densidad de las imágenes, la violencia del verso y la creación de un mundo onírico e infernal.

Es el libro mayor del poeta, que prolongará sus tonos apocalípticos en Sermones y moradas, escrito entre 1929 y 1930, para cerrar el ciclo surreal con el humor de Yo era un tonto y lo que he visto me ha hecho dos tontos (1929), en donde se recogieron poemas dedicados a los grandes cómicos del cine mudo.

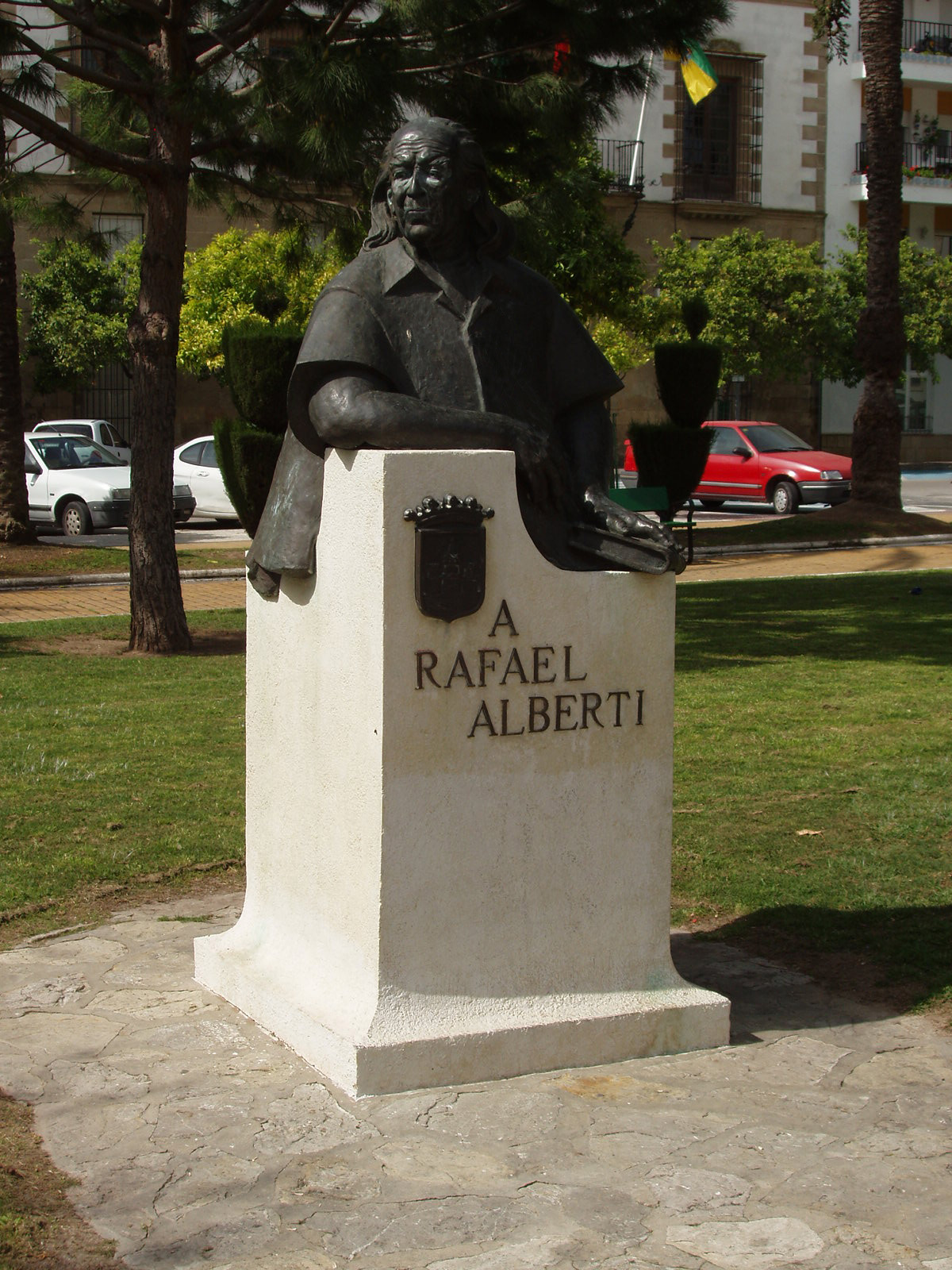
Monumento a Rafael Alberti en la plaza del Polvorista, en El Puerto de Santa María.

La identificación de conducta privada y pública, que puede ser considerada un rasgo definidor del surrealismo, se traduce en Alberti en una toma de posición ideológica cercana al comunismo, que lo conduce al ámbito de la poesía política, cuya primera manifestación es la elegía cívica Con los zapatos puestos tengo que morir (1930). Con el establecimiento de la Segunda República española (1931), Alberti se inclina hacia las posiciones del marxismo.

Los poemas de estos años serán recogidos en Consignas (1933), Un fantasma recorre Europa (1933), 13 bandas y 48 estrellas (1936), Nuestra diaria palabra (1936) y De un momento a otro (1937), en un conjunto que el autor llamaría El poeta en la calle (1938). Hay que añadir la elegía Verte y no verte (1935), dedicada a Ignacio Sánchez Mejías. El ciclo es desigual, pero hay logros notables.

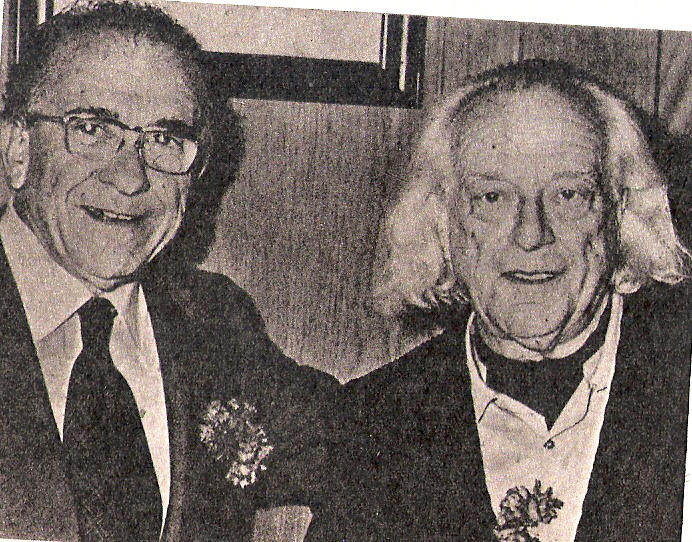
Santiago Carrillo (1915-2012) y Rafael Alberti (1902-1999).

En el exilio, comenzó el último ciclo de Alberti. De la poesía no política se destaca Entre el clavel y la espada (1941); A la pintura (1948), retablo sobre los temas y figuras del arte pictórico; Retornos de lo vivo lejano (1952) y Oda marítima seguida de Baladas y canciones del Paraná (1953), vertebrados por el tema de la nostalgia, en los que el verso culto alterna con el neopopular, y con momentos de alta calidad, que reaparecen en Abierto a todas horas (1964) y en el primer libro «europeo», Roma, peligro para caminantes (1968). La última producción albertiana es muy copiosa, sin que falte el poeta erótico, como en Canciones para Altair (1988).
La obra dramática de Alberti está integrada por El hombre deshabitado (1930), Fermín Galán (1931), De un momento a otro (1938-39), El trébol florido (1940), El adefesio (1944), La Gallarda (1944-45) y Noche de guerra en el Museo del Prado (1956), además de adaptaciones y algunas piezas cortas.
Tras el fallecimiento del poeta se creó la Fundación Rafael Alberti para difundir su obra.

## Homenajes
Como muestra de apoyo a Javier Verdejo Lucas, Rafael Alberti escribió una copla que la tituló Coplas a la muerte de Javier Verdejo.

## Premios y distinciones honoríficas
- Premio Nacional de Poesía (1924) por Marinero en tierra.[3]
- Premio Lenin de la Paz (1964)
- Premio Cervantes (1983)[30]
- Hijo predilecto de Andalucía (1983)
- Racimo de oro de la villa de Trebujena (1983)
- Doctor honoris causa por la Universidad de Cádiz (1985).
- Hijo predilecto de la provincia de Cádiz (1996)[31]
- Hijo predilecto de El Puerto de Santa María (1996)
- Alcalde honorario y perpetuo de El Puerto de Santa María (1998)
- Medalla de San Isidoro de Sevilla del Sindicato Nacional de Escritores Españoles, predecesor de la actual Unión Nacional de Escritores de España.

## Obras

### Poesía
- Marinero en tierra, M., Biblioteca Nueva, 1925 (Premio Nacional de Literatura).
- La amante, Málaga, Litoral, 1926.
- El alba de alhelí, Santander, 1927 (Edición privada de José María de Cossío).
- Domecq (1730-1928). Poema al Ilmo. Sr. Vizconde de Almocadén, Jerez de la Frontera, Jerez Industrial, 1928.
- Cal y canto, M., Revista de Occidente, 1929.
- Sobre los ángeles, M., CIAP, 1929.
- Yo era un tonto y lo que he visto me ha hecho dos tontos, publicado por primera vez en distintos números de La Gaceta Literaria, 1929.
- Consignas, M., octubre de 1933.
- Un fantasma recorre Europa, M., La tentativa poética, 1933.
- Versos de agitación, México, Edit. Defensa Roja, 1935.
- Verte y no verte. A Ignacio Sánchez Mejías, México, N. Lira, 1935.
- 13 bandas y 48 estrellas. Poemas del mar Caribe, M., Manuel Altolaguirre, 1936.
- Nuestra diaria palabra, M., Héroe, 1936.
- De un momento a otro (Poesía e historia), M., Europa-América, 1937.
- El burro explosivo, M., Edic. 5.º Regimiento, 1938.
- Entre el clavel y la espada (1939-1940), Buenos Aires, Losada, 1941. Dibujos de Rafael Alberti.
- Pleamar (1942-1944), Buenos Aires, Losada, 1944.
- A la pintura. Poema del color y la línea (1945-1948), Buenos Aires, Losada, 1948. 2.ª edic. aumentada, Buenos Aires, Losada, 1953. 3.ª edic. aumentada, M., Aguilar, 1968 (Prólogo de Vicente Aleixandre).
- Coplas de Juan Panadero. (Libro I), Montevideo, Pueblos Unidos, 1949 (2.ª edición ampliada). Dibujos de Toño Salazar.
- Buenos Aires en tinta china, Buenos Aires, Losada, 1952. Dibujos de Attilio Rossi.
- Retornos de lo vivo lejano, Buenos Aires, 1952.
- Ora marítima seguido de Baladas y canciones del Paraná,  Buenos Aires, Losada, 1953.
- Balada y canciones del Paraná, Buenos Aires, Losada, 1954.
- Sonríe China, Buenos Aires, Jacobo Muchnik, 1958 (en colaboración con María Teresa León).
- Poemas escénicos, Buenos Aires, Losada, 1962 (2.ª edic. ampliada y bilingüe español/italiano).
- Abierto a todas horas, M., Afrodisio Aguado, 1964.
- Il mattatore, Roma, Eutro edit, 1966.
- Roma, peligro para caminantes, México, Joaquín Mortiz, 1968 (2.ª edición aumentada- Málaga- Litoral- 1974).
- Los 8 nombres de Picasso y no digo más que lo que no digo, B., Kairós, 1970.
- Canciones del Alto Valle del Aniene, Buenos Aires, Losada, 1972.
- Disprezzo e meraviglia (Desprecio y maravilla), Roma, Riuniti, 1972 (Bilingüe italiano-español. Antología con poemas inéditos).

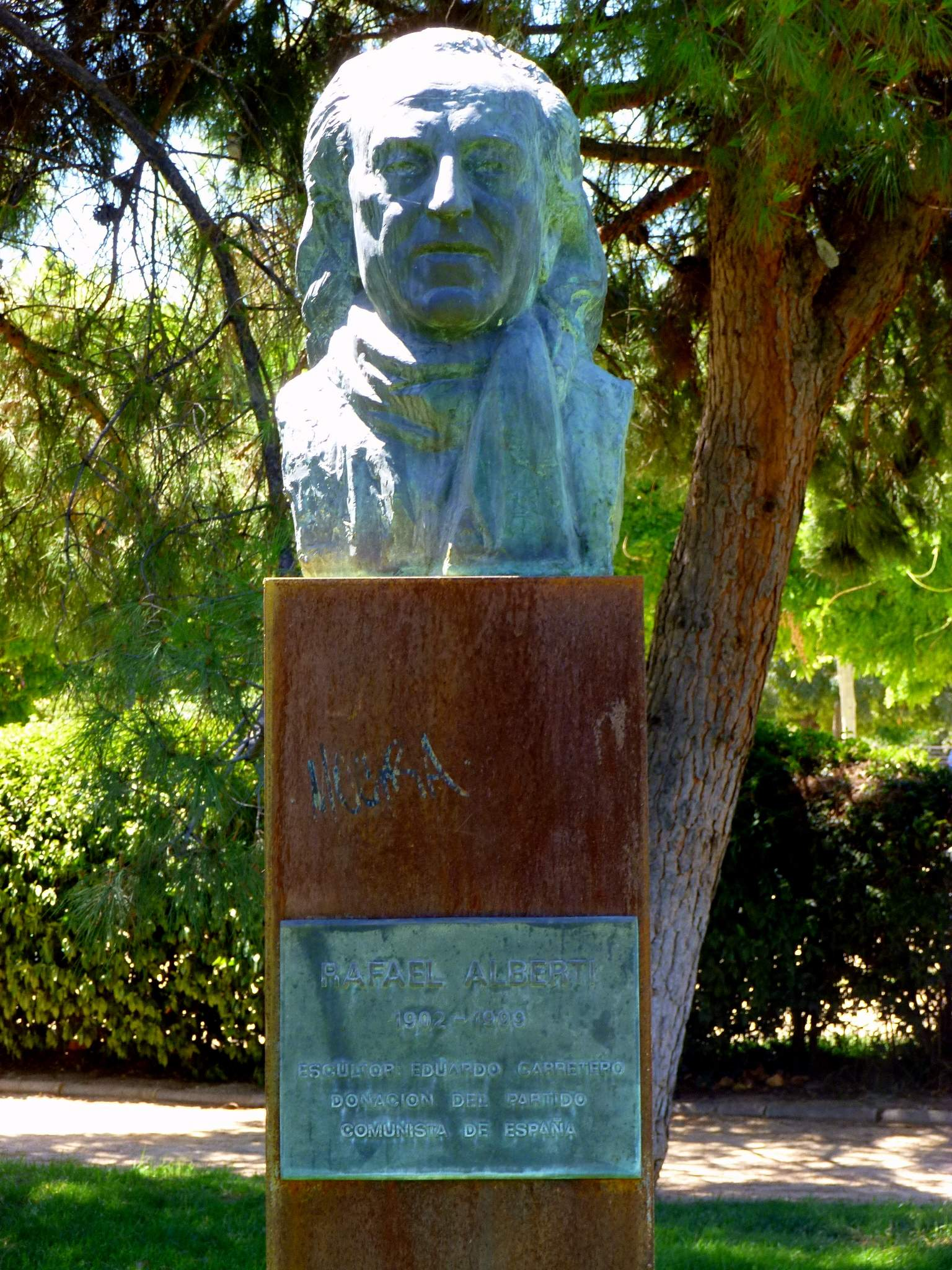
Monumento a Alberti en Leganés.

- Maravillas con variaciones acrósticas en el jardín de Miró, B., Polígrafa, 1975.
- Coplas de Juan Panadero (1949-1977), M., Mayoría, 1977.

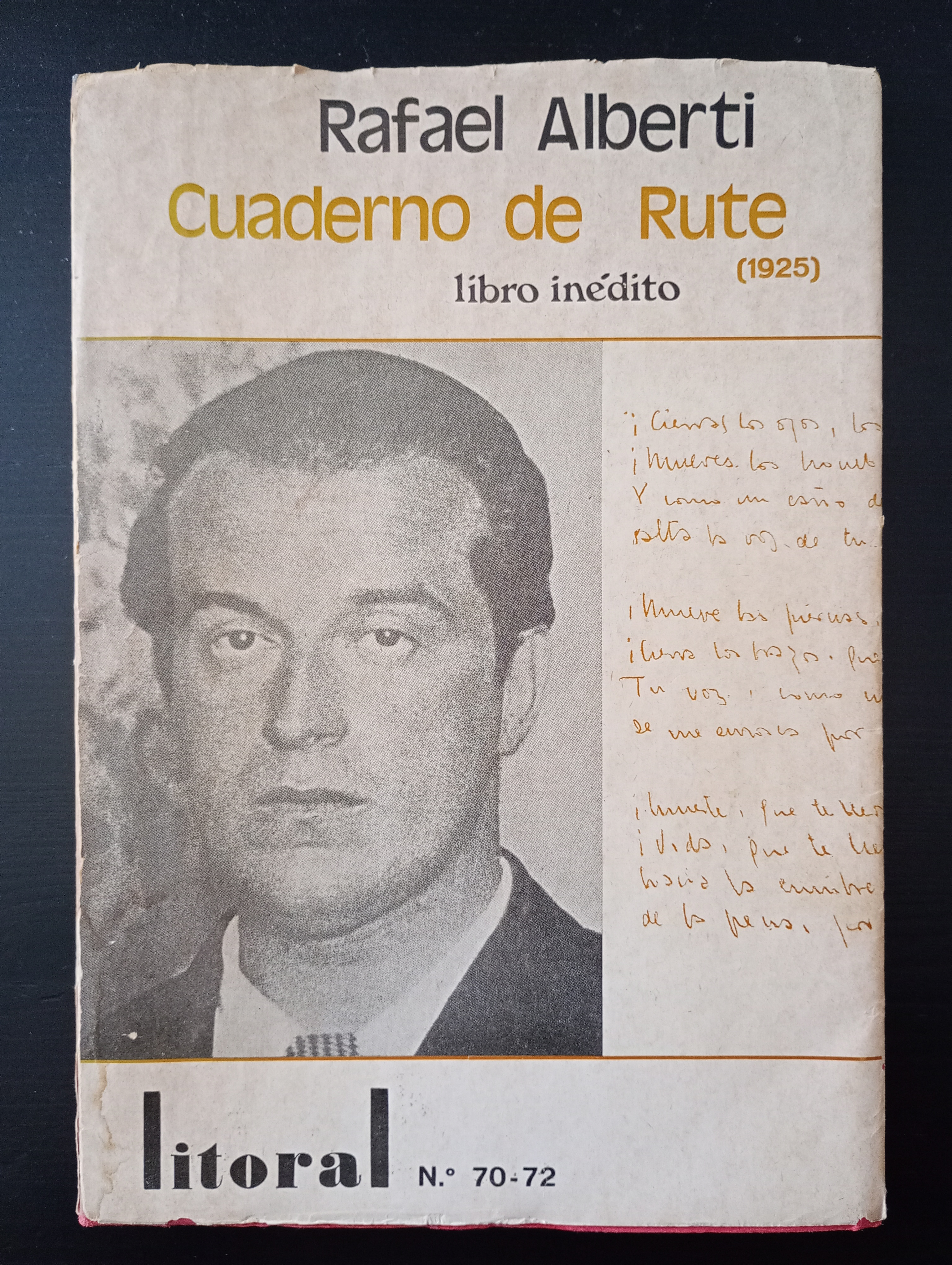
"Cuaderno de Rute", escrito entre 1925 y 1926 y publicado en 1972.

- "Cuaderno de Rute", escrito entre 1925 y 1926 y publicado en 1972.Cuaderno de Rute (1925), Málaga, Litoral, 1972.
- Los 5 destacagados, Sevilla, Calle del Aire, 1978.
- Poemas de Punta del Este (1945-1956), 1.ª edición Seix Barral 1979, 89 páginas, ISBN 84-322-9545-0
- Fustigada luz, B., Seix Barral, 1980.
- Versos sueltos de cada día, B., Seix Barral, 1982.
- Golfo de Sombras, M., Villamonte, 1986.
- Los hijos del drago y otros poemas, Granada, Diputación, 1986.
- Accidente. Poemas del Hospital, Málaga, Librería Anticuaria El Guadalhorce, 1987.
- Cuatro canciones, Málaga, Librería Anticuaria El Guadalhorce, 1987.
- Canciones para Altair, M., Hiperión, 1989.[32]
- El poeta español Rafael Alberti recita poemas de Federico García Lorca, Radio Universidad Nacional de La Plata,1961.[33]

### Antologías
- Poesía (1924-1930), M., Ediciones del Árbol( Cruz y Raya), 1934.
- Poesías (1924-1937), M., Signo, 1938.
- Poesías (1924-1938), Buenos Aires, Losada, 1940.
- Poesía (1924-1944), Buenos Aires, Losada, 1946.
- El poeta en la calle (1931-1965), París, Librairie du Globe, 1966 (Recopilación de toda la poesía social de Alberti). Publicado por primera vez en Poesía (1924-1937) y editada en España por Aguilar en 1978.

### Teatro
- El hombre deshabitado (1930)
- Fermín Galán (1931)
- De un momento a otro (1938-39)
- El trébol florido (1940)
- El adefesio (1944)
- La Gallarda (1944-45)
- Noche de guerra en el Museo del Prado (1956)

### Memorias
- La arboleda perdida, 1959

### Edición de sus obras completas
En 2002, coincidiendo con el centenario de Alberti, Seix Barral se abocó a la tarea de publicar una edición de la obra completa del autor en ocho volúmenes. Hasta el momento se han publicado seis:
- I:   Teatro I   (2003)
- II:  Poesía I   (2003)
- III: Poesía II  (2003)
- IV:  Poesía IV  (2005)
- V:   Poesía III (2006)
- VI:  Prosa II: Memorias (2010)

## Guiones de cine
- La dama duende (1945)
- El gran amor de Bécquer (1946)

## Presencia en la cultura de masas
Rafael Alberti aparece como personaje en diferentes obras de ficción literaria o audiovisual:
- La hora de los valientes, película de Antonio Mercero de 1998.
- La noche de los tiempos, novela de Antonio Muñoz Molina de 2009.

## Bibliografía

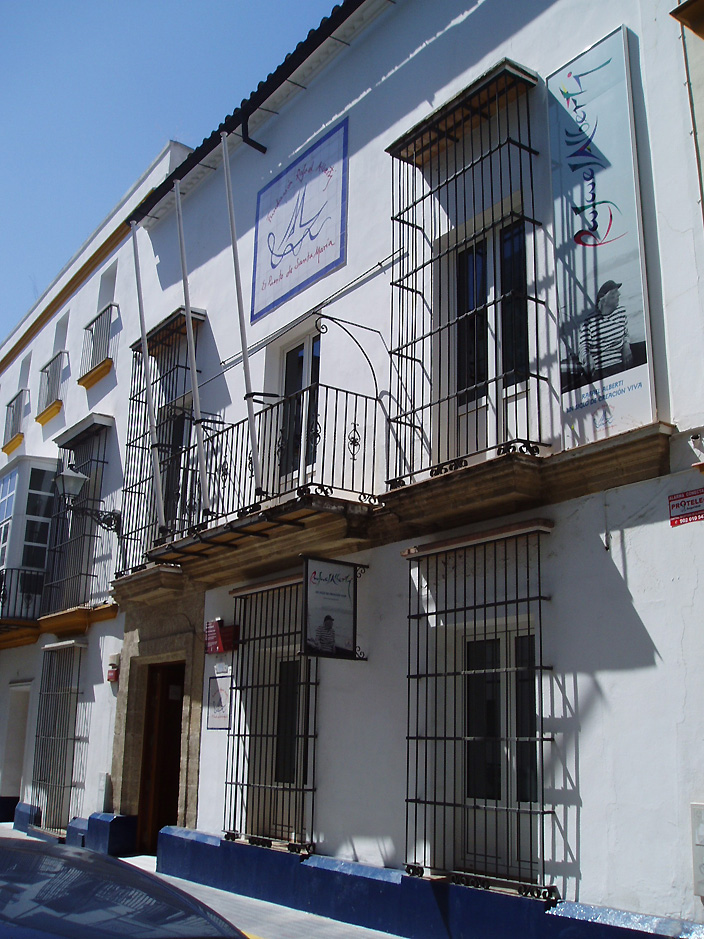
Fundación Alberti en El Puerto de Santa María.